# Gmina Węgorzewo
Die Gmina Węgorzewo [vɛŋgɔˈʒɛvɔ] ist eine Stadt-und-Land-Gemeinde im Powiat Węgorzewski der Woiwodschaft Ermland-Masuren in Polen. Sitz des Powiats und der Gemeinde ist die gleichnamige Stadt (deutsch Angerburg, litauisch Ungura oder Unguris) mit etwa 11.300 Einwohnern.

## Geographie

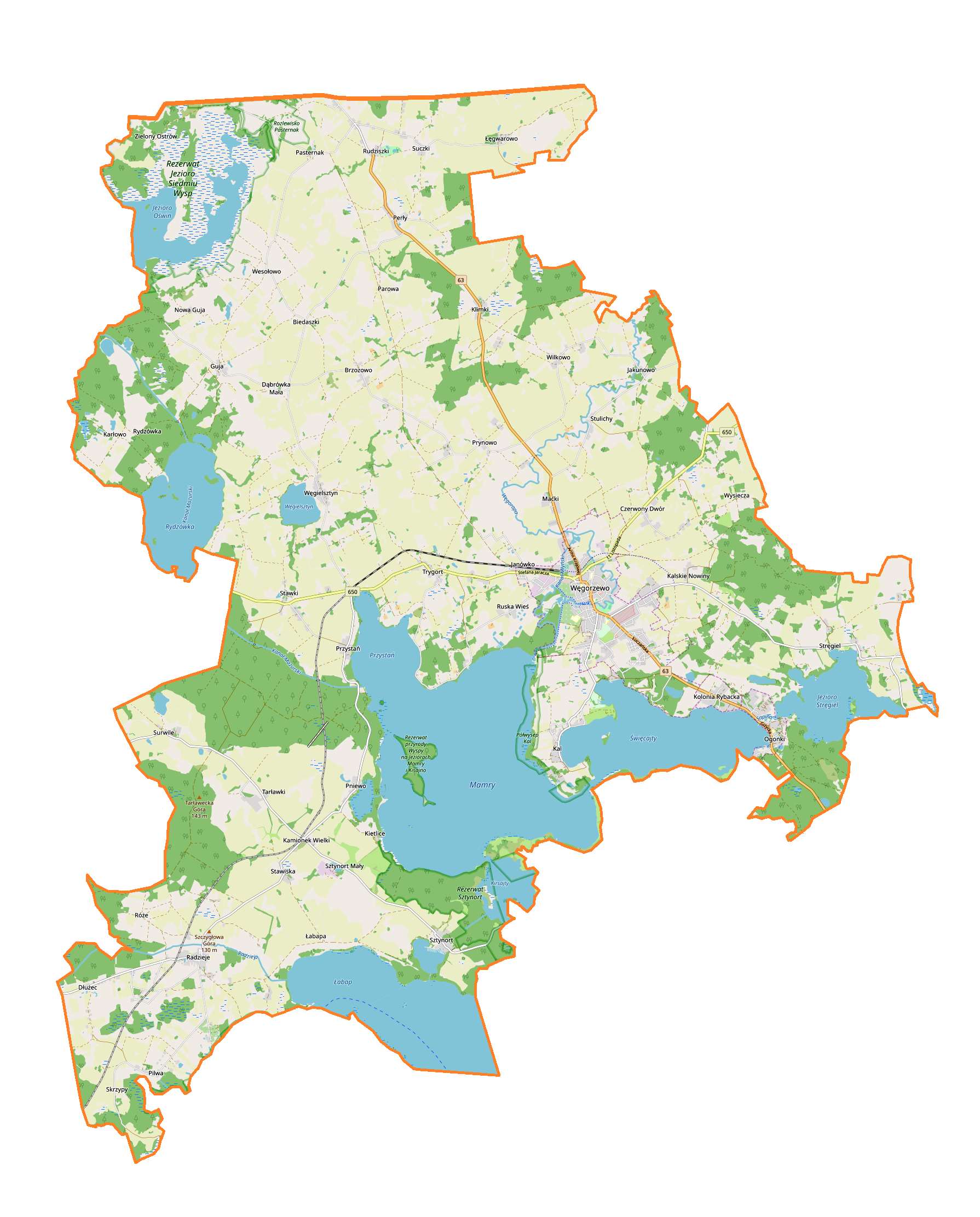
Karte der Gemeinde

Die Gemeinde liegt im Nordosten der Woiwodschaft und grenzt im Norden an den russischen Oblast Kaliningrad. Kaliningrad (Königsberg) liegt etwa 75 Kilometer nordwestlich. Nachbargemeinden sind Budry im Osten, Pozezdrze im Südwesten, Gmina Giżycko im Süden, Gmina Kętrzyn im Südwesten und Srokowo im Westen.
Die Gemeinde hat eine Fläche von 341,1 km², die zu 52 Prozent land- und zu 15 Prozent forstwirtschaftlich genutzt wird. Die Landschaft gehört zur Masurischen Seenplatte im historischen Ostpreußen. Größter der Seen ist der Mamry (Mauersee). Der Fluss Węgorapa (Angerapp, russisch Angrapa) durchzieht die Gemeinde und ihren Hauptort, bei dem er in den Mamry mündet.

## Geschichte
Die Landgemeinde wurde 1973 aus verschiedenen Gromadas wieder gebildet. Stadt- und Landgemeinde wurden 1990/1991 zur Stadt-und-Land-Gemeinde zusammengelegt. Ihr Gebiet gehörte von 1946 bis 1975 zur Woiwodschaft Olsztyn und anschließend bis 1998 zur Woiwodschaft Suwałki, der Powiat wurde in dieser Zeit aufgelöst. Zum 1. Januar 1999 kam die Gemeinde zur Woiwodschaft Ermland-Masuren und wieder zum Powiat Węgorzewski.

## Gliederung
Zur Stadt-und-Land-Gemeinde (gmina miejsko-wiejska) Węgorzewo gehören die Stadt selbst und 35 Dörfer (deutsche Namen, amtlich bis 1945) mit Schulzenämtern (sołectwa):
- Brzozowo (Brosowen, 1938–1945 Hartenstein)
- Czerwony Dwór (Rothof)
- Dąbrówka Mała (Klein Dombrowken, 1938–1945 Dammfelde)
- Dłużec (Langbrück)
- Guja (Groß Guja)
- Jakunowo (Jakunowen, 1929–1945 Angertal)
- Janówko (Johanneshof)
- Kal (Kehlen)
- Kalskie Nowiny (Kehlerwald)
- Kamionek Wielki (Ziegelei Steinort)
- Karłowo (Karlswalde)
- Klimki (Klimken)
- Kolonia Rybacka
- Maćki (Schönbrunn)
- Ogonki (Ogonken, 1938–1945 Schwenten)
- Parowa (Birkental)
- Perły (Perlswalde)
- Pilwa (Pilwe)
- Prynowo (Prinowen, 1938–1945 Primsdorf)
- Radzieje (Rosengarten)
- Róże (Rosenhof)
- Rudziszki (Raudischken, 1938–1945 Raudingen)
- Ruska Wieś (Reussen)
- Stawiska (Stawisken, 1938–1945 Teichen)
- Stawki (Stawken, 1938–1945 Staken)
- Stręgiel (Groß Strengeln)
- Stulichy (Stullichen)
- Sztynort (Groß Steinort, 1928–1945 Steinort)
- Sztynort Mały (Klein Steinort)
- Tarławki (Taberlack)
- Trygort (Thiergarten)
- Węgielsztyn (Engelstein)
- Wesołowo (Groß Wessolowen, 1938–1945 Raudensee)
- Wilkowo (Wilkowen, 1938–1945 Geroldswalde)
- Wysiecza (Waldheim)

Kleinere Ortschaften sind:
- Biedaszki (Biedaschken, 1938–1945 Wieskoppen)
- Dowiackie Nowiny
- Jerzykowo (Georgenau)
- Kamień (Stein)
- Kietlice (Kittlitz)
- Łabapa (Labab)
- Łęgwarowo (Lingwarowen, 1938–1945 Berglingen)
- Mamerki (Mauerwald)
- Matyski (Steinhof (bei Angerburg))
- Nowa Guja (Neu Guja)
- Pasternak (Waldhof)
- Pniewo (Stobben)
- Przystań (Pristanien, 1938–1945 Paßdorf)
- Różewiec (Rosenstein)
- Rydzówka (Rehsau)
- Skrzypy (Steinhof (bei Rosengarten))
- Sobin (Karlshöh)
- Suczki (Sutzken, 1938–1945 Sutzen)
- Surwile (Serwillen)
- Tarławecki Róg (Mittenort)
- Węgorzewko (Gut Angerburg)
- Zacisz (Südenort)
- Zielony Ostrów (Bergenthal)

Der Wohnplatz Rydzówka Mała (Sandhof) gehört zu Guja. – Reuschenfeld besteht wegen seiner Grenzlage nicht mehr.

## Verkehr
Wichtigste Straße ist die Landesstraße DK63, die von Rudziszki über Giżycko (Lötzen) nach Łomża führt. Ein Grenzübergang nach Russland besteht nicht. Die Woiwodschaftsstraße DW650 verläuft in West-Ost-Richtung von Kętrzyn (Rastenburg) nach Gołdap (Goldap).
Der nächste internationale Flughafen ist Danzig.
Węgorzewo hat nach Stilllegung des Personenverkehrs nach Kętrzyn keinen Bahnanschluss mehr.

## Städtepartnerschaften
Die Gmina Węgorzewo unterhält Partnerschaften mit:
- Leffrinckoucke, Frankreich
- Rotenburg an der Wümme, Deutschland
- Nemenčinė (deutsch Nementschine), Litauen
- Jaworiw, Ukraine